# Walter Krüger (SS-Mitglied)

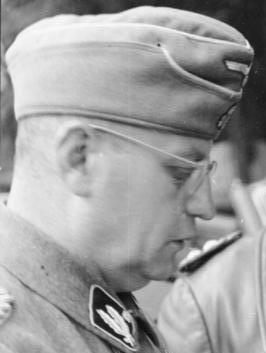
Walter Krüger als SS-Brigadeführer, Russland 1941

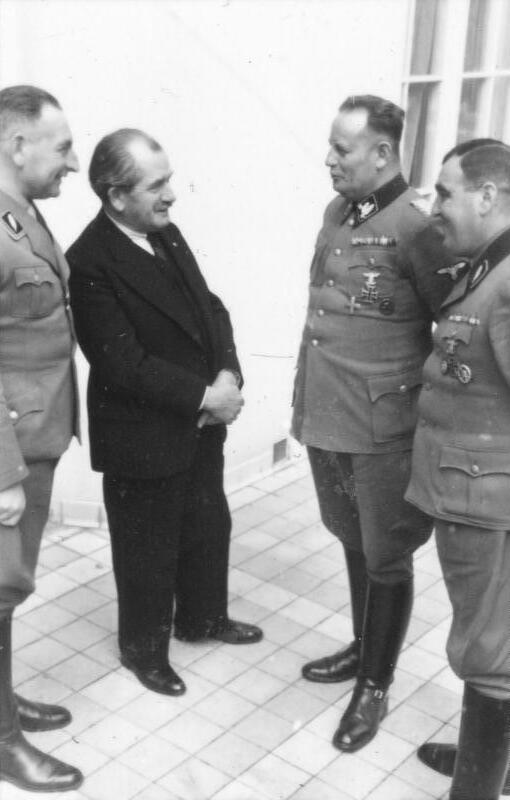
SS-Brigadeführer Walter Krüger, Zweiter von rechts, u. a. mit Ferdinand Porsche zur Eröffnung im Hof der Technischen Führerkorps-Schule, Wien, 1941.

Walter Krüger (* 27. Februar 1890 in Straßburg; † 22. Mai 1945 nahe Libau) war ein deutscher SS-Obergruppenführer und General der Waffen-SS.

## Leben
Walter war der Sohn des späteren preußischen Obersts und Kommandeurs des Infanterie-Regiments „Prinz Louis Ferdinand von Preußen“ (2. Magdeburgisches) Nr. 27 Alfred Krüger († 6. August 1914 vor Lüttich) und dessen Ehefrau Helene, geborene Glünder († 1930). Sein jüngerer Bruder war der SS-Obergruppenführer und General der Waffen-SS Friedrich-Wilhelm Krüger.
Nach dem Besuch der Kadettenanstalten Karlsruhe und Berlin-Lichterfelde trat Krüger am 19. März 1908 als Leutnant mit Patent vom 19. Juni 1908 in das 2. Badische Grenadier-Regiment Kaiser Wilhelm I. Nr. 110 ein.
Im Ersten Weltkrieg diente er unter anderem im Alpenkorps, wurde am 18. August 1915 zum Hauptmann befördert und kommandierte bei Kriegsende ein Bataillon. Nach dem Krieg schloss er sich dem Westfälischen Freikorps von Pfeffer an und kämpfte im Baltikum sowie im Ruhrgebiet. Krüger wurde dann in die Vorläufige Reichswehr übernommen und Chef der MG-Kompanie des III. Bataillons im Reichswehr-Schützen-Regiment 13 in Paderborn. Auf eigenen Wunsch schied er im Dezember 1920 aus dem aktiven Dienst.
Krüger absolvierte dann von Sommer 1921 an zunächst eine Banklehre bei der Privatbank Vogler in Halberstadt und arbeitete anschließend bis 1925 als Bankkaufmann bei der Reichsbankstelle Halberstadt.
1935 trat er in die SS-Verfügungstruppe (SS-Nummer 266.184) ein und wurde mit der Aufstellung des 2. Bataillons der SS-Standarte „Germania“ betraut. Später lehrte er an der SS-Junkerschule Bad Tölz. Zum 1. Mai 1937 trat er der NSDAP bei (Mitgliedsnummer 3.995.130). Als Erster Generalstabsoffizier (Ia) der SS-Polizei-Division nahm er am Westfeldzug teil, bevor er im August/September 1940 an die SS-Junkerschule Bad Tölz zurückkehrte, von wo er wiederum im Oktober 1940 ins SS-Führungshauptamt nach Berlin wechselte.
Vom 18. August bis zum 16. November 1941, als er zum Inspekteur der Infanterie im SS-Führungshauptamt ernannt wurde, hatte Krüger das Kommando über die SS-Polizei-Division inne. Nach der Verwundung Herbert-Ernst Vahls übernahm er das Kommando der SS-Panzergrenadier-Division „Das Reich“, die er während des Unternehmens Zitadelle im Raum Belgorod führte. Ende 1943 wurde er dann Kommandierender General des IV. SS-Panzerkorps und vom 15. März bis zum 24. Juli 1944 Befehlshaber der Waffen-SS im Reichskommissariat Ostland. Am 25. Juli 1944 übernahm er als Kommandierender General das VI. Waffen-Armeekorps der SS (lettisches) bei der Heeresgruppe Nord, das er bei der Abwehr der vorrückenden Roten Armee in Kurland befehligte. Die Umstände seines Todes sind unklar, aber offenbar versuchte er sich bei Kriegsende mit einem Trupp Soldaten nach Ostpreußen durchzuschlagen, wurde aber am 22. Mai 1945 in einem Wald von einer sowjetischen Patrouille überrascht, woraufhin er sich erschoss.

## Beförderungen
- 30. April 1935 SS-Obersturmbannführer
- 30. Januar 1939 SS-Standartenführer
- 20. April 1941 SS-Brigadeführer und Generalmajor der Waffen-SS
- 30. Januar 1942 SS-Gruppenführer und Generalleutnant der Waffen-SS
- 21. Juni 1944 SS-Obergruppenführer und General der Waffen-SS

## Auszeichnungen
- Eisernes Kreuz (1914) II. und I. Klasse
- Ritterkreuz des Königlichen Hausordens von Hohenzollern mit Schwertern am 24. Juni 1918
- Ritterkreuz II. Klasse des Ordens vom Zähringer Löwen mit Schwertern am 12. März 1915
- Verwundetenabzeichen (1918) in Schwarz
- Spange zum Eisernen Kreuz II. und I. Klasse
- Ritterkreuz des Eisernen Kreuzes mit Eichenlaub und Schwertern[5]

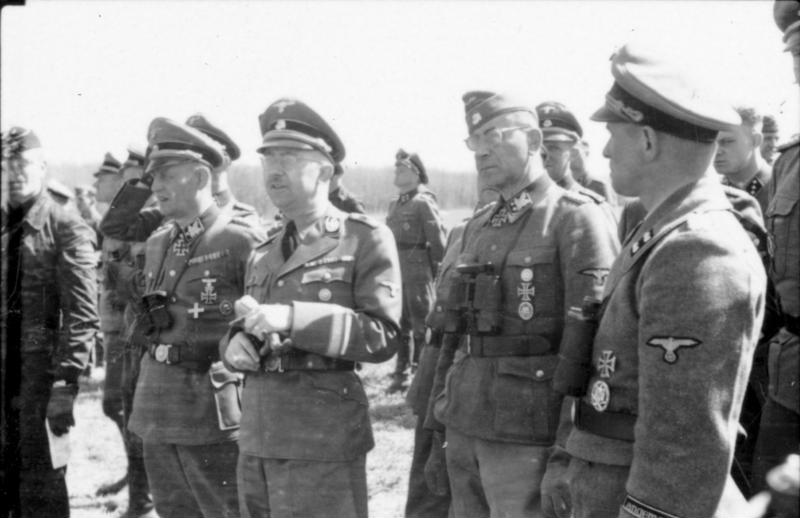
SS-Gruppenführer Walter Krüger (1. v. links) mit Heinrich Himmler bei der Inspektion einer Panzerabteilung der SS-Division "Das Reich", Charkow, 1943

  - Ritterkreuz am 13. Dezember 1941SS-Gruppenführer Walter Krüger (1. v. links) mit Heinrich Himmler bei der Inspektion einer Panzerabteilung der SS-Division "Das Reich", Charkow, 1943Eichenlaub am 31. August 1943 (286. Verleihung)
  - Schwerter am 11. Januar 1945 (120. Verleihung)
- Ehrendegen des Reichsführers SS
- Totenkopfring der SS